# Tandu-Pete
Tandu-Pete est une localité de la République démocratique du Congo, située dans la province du Bas-Congo.